# Gunnar Kaasen
Gunnar Kaasen (ur. 11 marca 1882 w Burfjord, zm. 27 listopada 1960 w Everett) – norweski maszer i podróżnik. Odegrał jedną z kluczowych ról podczas tzw. Wielkiego Wyścigu Miłosierdzia do Nome w 1925 roku.
Urodził się w Burfjord w północnej Norwegii jako syn Hansa i Anny Kaasen. W wieku dwudziestu jeden lat wyemigrował do USA i został poszukiwaczem złota na Alasce. Osiadł na stałe w Nome. Ponieważ przez osiem miesięcy w roku port jest skuty lodem, jedynym środkiem transportu i łącznikiem miasteczka ze światem były psie zaprzęgi, w których powożeniu Gunnar się wyspecjalizował.
W 1925 roku w Nome zaczęło pojawiać się coraz więcej przypadków błonicy, która szybko mogła się rozprzestrzenić na większym obszarze. Zapasy antytoksyny w miejscowym szpitalu były przeterminowane, a miasteczko z powodu zimy było niemal odcięte od świata. Zapadła więc decyzja o zorganizowaniu transportu 300 000 jednostek surowicy pociągiem z Anchorage do oddalonego o 350 km miasteczka Nenana. Stąd mieli ją dostarczyć do Nome rozstawieni na trasie maszerzy, mając do pokonania 1085 km.
W sztafecie wziął udział także Kaasen, który miał przetransportować 9 kilogramowy pakunek surowicy wzdłuż przedostatniego odcinka z Bluff do Point Safety. W Bluff otrzymał od poprzednika Charliego Olsona pakunek i wraz z trzynastoma psami prowadzonymi przez psa Balto ruszył w drogę. Podróż trwała nocą, pośród silnego wiatru i burzy śnieżnej, która ograniczała widoczność do kilku metrów.
Nad ranem 2 lutego Kaasen dotarł do Port Safety. Ponieważ zjawił się przed czasem, a jego zmiennik Ed Rohn jeszcze spał, podjął decyzję, że ostatnie 40 kilometrów również pokona. Ostatecznie dotarł do Nome o 5:30 przemierzając ze swoim zaprzęgiem łącznie 87 km.
Miejsce, w którym się zatrzymał, stanowi obecnie metę wyścigu psich zaprzęgów Iditarod Trail.
Po opanowaniu epidemii Kaasen, jak i pozostali maszerzy, stali się sławni w USA, a gubernator Terytorium Alaski wypłacił im od 30 do 40 dolarów wynagrodzenia. Ponadto przedsiębiorstwo farmaceutyczne H.K. Mulford Company, które wyprodukowało surowicę, przyznało wszystkim uczestnikom sztafety medale, a Kaasenowi dodatkowo 1000 dolarów. Sam maszer odbył też tournée po USA. Równie sławny stał się jego pies Balto, który wystąpił m.in. w filmie Balto’s Race to Nome z 1925 roku. Pozostali maszerzy zarzucali Kaasenowi żądzę sławy, a wśród jego najbardziej zagorzałych krytyków był Leonhard Seppala, który pokonał najdłuższy i najtrudniejszy odcinek trasy. Seppala nie mógł również pogodzić się z faktem, że to Balto, a nie jego pies Togo zdobył uznanie.
W 1952 roku Kaasen zamieszkał w Everett w stanie Waszyngton. Tam zmarł na raka w wieku 78 lat. Został pochowany w Everett’s Cypress Lawn Memorial Park obok swojej żony Anny.